# Andrija Anković
Andrija Anković (Gabela, 16. srpnja 1937. – Split, 28. travnja 1980.) je bio hrvatski nogometaš i trener. Igrao je na položaju napadača.

## Igračka karijera

### Klupska karijera
Anković je karijeru započeo u GOŠK-u iz Gabele, općina Čapljina. Karijeru je zatim nastavio u "Neretvi" iz Metkovića gdje je igrao od 1955. do 1957. godine. Poslije, 1958. godine, odlazi u svoj prvi veliki klub, Hajduk iz Splita, u kojem je svojim igrama izborio mjestu u državnoj reprezentaciji Jugoslavije. Za Hajduka je odigrao 326 utakmica i postigao je 250 pogodaka, postavši tako jednom od klupskih igračkih legendi.
Nakon što je dobno stekao uvjete mogućnosti odlaska i igranja u inozemstvu, otišao je u tadašnju SR Njemačku u Kaiserslautern, za kojeg je igrao tri sezone od 1966. do 1969. godine.

### Reprezentativna karijera
Za Jugoslaviju je u razdoblju od 1960. do 1962. godine odigrao 8 utakmica i postigao 1 zgoditak. Godine 1960. Andrija Anković bio je članom postave Jugoslavije koja je osvojila zlatno odličje na Olimpijskim igrama u Rimu. Sudjelovao je na Svjetskom nogometnom prvenstvu u Čileu 1962. godine i za reprezentaciju Jugoslavije odigrao 1 utakmicu (Jugoslavija - Kolumbija, 5:0).

## Trenerska karijera
Okončavši igranje, počeo se baviti trenerskim poslom. Jednu sezonu vodio je njemački klub Landstuhl, a potom je vodio NK Omiš (1969. – 1970.). Od 1971. do 1978. radio je u Hajdukovoj omladinskoj školi a potom je bio instruktor nogometnog saveza dalmatinske regije (1978. – 1980.). U tom radu ga je prekinula prerana smrt.

## Zanimljvosti
- Kao igrač, bio je zapamćen po izrazitom golgeterskom instinktu.
- Njemu u čast i spomen, u Gabeli kod Čapljine, se igra tradicionalni memorijalni nogometni turnir "Andrija Anković".

Prvi nastup u prvoj momčadi Hajduka bio mu je protiv Veleža iz Mostara, u polufinalu kupa Jugoslavije, 9. listopada 1958. Nastupio je u početnom sastavu, a utakmicu su izgubili s 0:3. Na vratima je bio Jurić.
Statistika u Hajduku
| Natjecanje        | Nastupi | Zgoditci |
| ----------------- | ------- | -------- |
| Prvenstvo         | 153     | 64       |
| Kup               | 22      | 14       |
| Superkup          | 0       | 0        |
| Međunarodne       | 3       | 1        |
| Splitski podsavez | 0       | 0        |
| Ukupno            | 178     | 79       |
| Prijateljske      | 148     | 171      |
| Sveukupno         | 326     | 250      |